# Sveaplan, Göteborg
Sveaplan är sedan 1933 ett inofficiellt namn på en plats i stadsdelen Kommendantsängen i Göteborg. Den ligger vid Sveagatan, Nordenskiöldsgatan och Övre Husargatan. Fastigheternas adressnummer är vid gatorna.
Torgets konstnärliga utsmyckningar, med bland annat stenskulpturer av gatsten, är gjorda av konstnär Gösta Sillén. Vid torget ligger lägenhetsfastigheter, flera mindre butiker, restauranger och mindre lunchställen med café. Gamla Sveabiografen låg tidigare på Sveagatan 27 men har nu renoverats och blivit uppköpt av Brf Linnéstaden.
Under åren 2012–2013 byggdes Sveaplan om som en del av de förändringar som gjordes kring Övre Husargatan Bland annat ersattes asfalten på den del av Nordenskiöldsgatan som hör till Sveaplan med stenblock och träd planterades där gränsen mellan trottoar och bilväg tidigare låg.

## Galleri

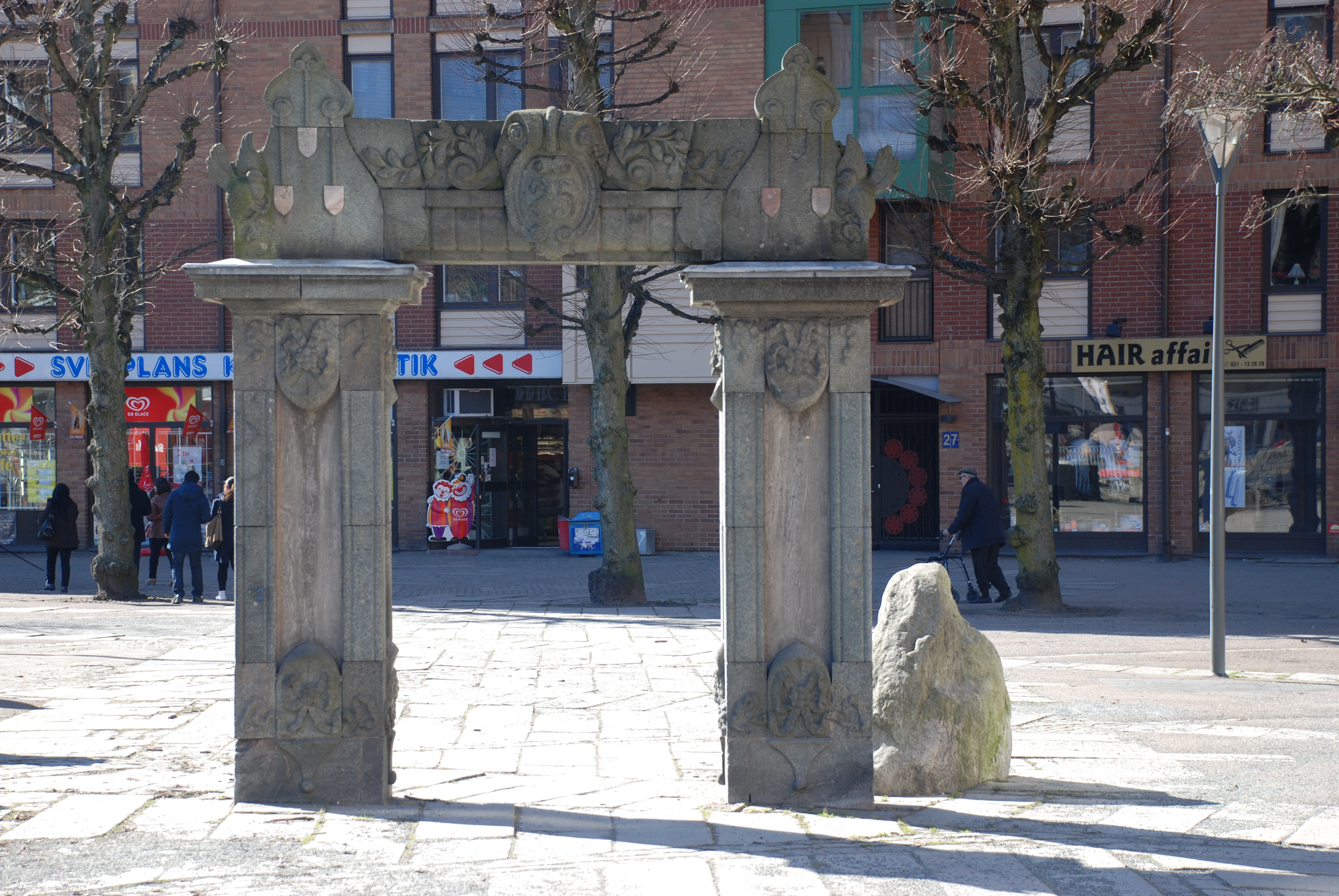
En gammal port från fastigheten no 25 är uppställd på Sveaplan som det såg ute före ombyggnaden under 2012-2013, ingår i torgets utsmyckning, av konstnär Gösta Sillén.
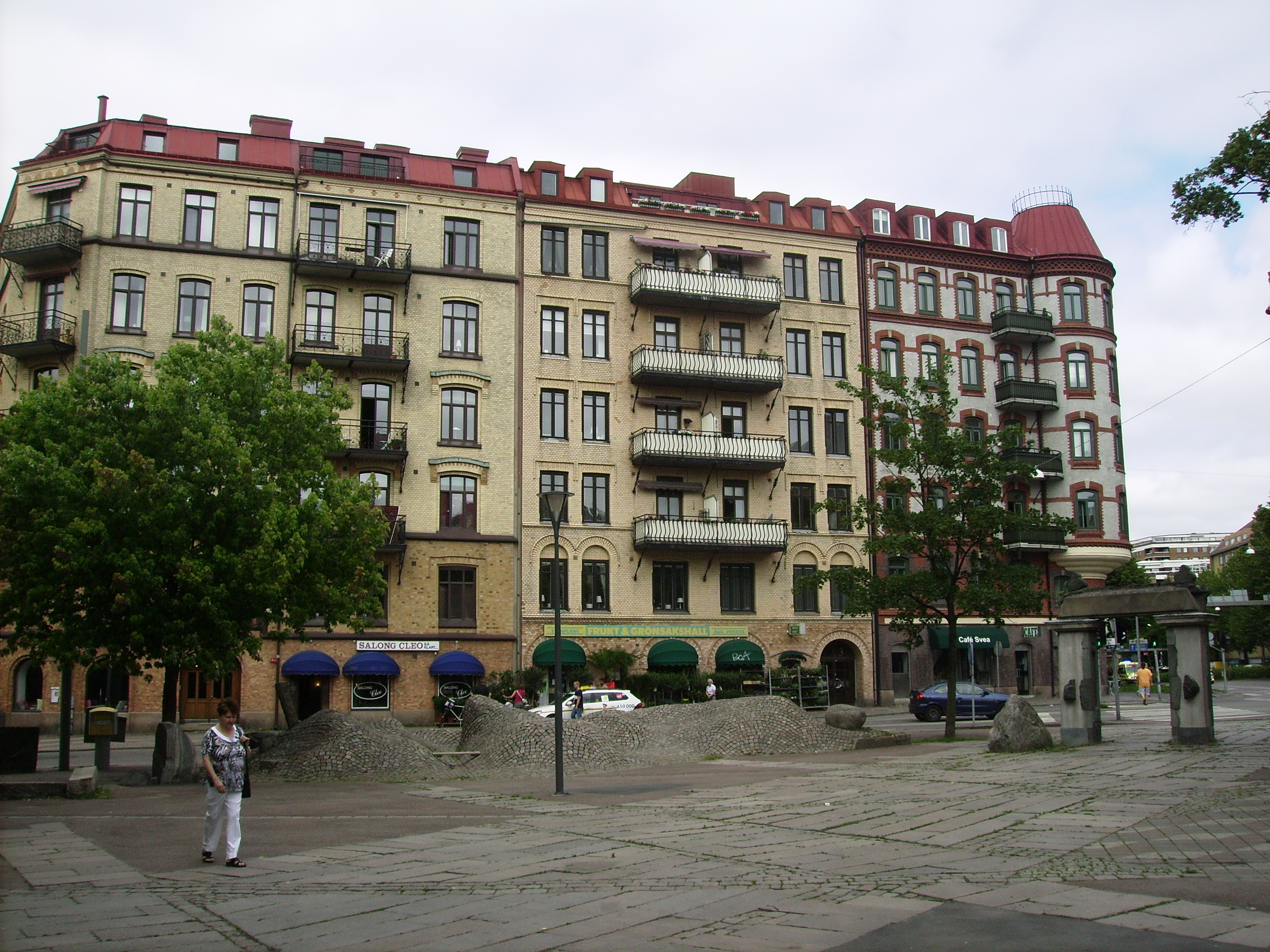
Sveaplan före att det byggdes om. Den gamla porten till höger. Skulpturerna i gatsten i mitten. Gatan som följer huslängan som syns i bilden är Nordenskiöldsgatan.
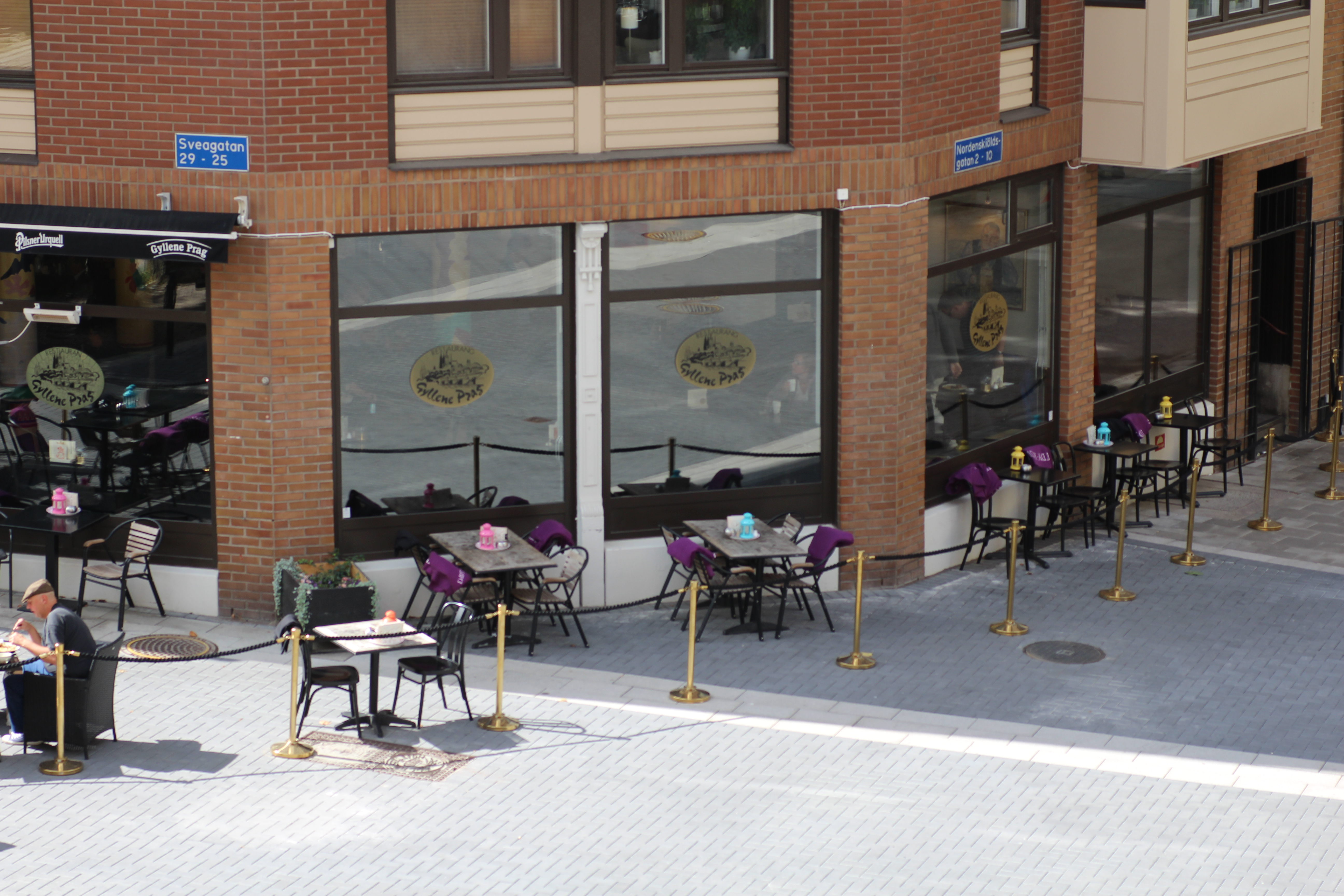
Krog på Sveaplan i Göteborg. Hörnet utgör en del av Nordenskiöldsgatan respektive Sveagatan.